# Nantgaredig
Nantgaredig es una localidad situada en Carmarthenshire, Gales (Reino Unido). Tiene una población estimada, a mediados de 2019, de 530 habitantes.
Está ubicada al suroeste de Gales, a poca distancia al norte de Swansea y del canal de Bristol.